# Alessandro Golinelli
Alessandro Golinelli (Pisa, 13 aprile 1963) è uno scrittore e regista italiano.

## Biografia
Ha vissuto infanzia e adolescenza a La Spezia, dove ha frequentato il liceo scientifico e il Conservatorio nella classe di composizione e direzione d'orchestra. Dopo la laurea con lode in Filosofia, con una tesi sul rapporto tra ermeneutica e cibernetica, conseguita all'Università di Pisa, si trasferisce a Milano dove, nel 1989, scrive Basta che paghino, che affronta il tema della prostituzione maschile. Il romanzo pubblicato nel 1992 entra nella classifica dei libri più venduti, con due edizioni in un mese. Grazie al successo Alessandro Golinelli ottiene spazio al Maurizio Costanzo Show, dove oltre a parlare dei suoi libri, dichiara apertamente la propria omosessualità.
Grazie alle sue esperienze come videoartista, nel 1991 comincia a lavorare come autore televisivo per Mediaset e Rai occupandosi di programmi comici come Il TG delle vacanze, o per giovani, come Unomania Magazine, o di attualità, come Target. Intanto continua a scrivere e pubblicare romanzi (Kurt sta facendo la farfalla, Angeli e La felicità della signora) e articoli, a tradurre dal tedesco e dall'inglese, a occuparsi di televisione, alla Rai e a Telemontecarlo, e a partecipare come ospite a talk show.
Nel 1996 approda alla casa editrice Il Saggiatore con la quale nel 1999 pubblica Come ombre, nel quale descrive una tribù di trentenni degli anni novanta e che è considerato uno dei romanzi più rappresentativi di quegli anni e uno dei maggiori successi della storia della casa editrice. Nel 2000 fonda la prima TV satellitare a tematica gay, RCT, con la collaborazione di Giovanni Minerba del Festival del cinema a tematica omosessuale di Torino, e comincia una collaborazione con Minerba firmando alcune regie fra cui il documentario Ottavio Mario Mai, che viene selezionato al festival di Berlino del 2002. Si occupa anche di editoria, e dal 1997 ha una rubrica fissa sul mensile gay Pride e scrive su numerosi settimanali e mensili.
Nel 2002 esce 6°, romanzo che ottiene un notevole successo di critica. Nello stesso anno scrive, in collaborazione con Enzo Martinelli, Il volo di Margherita, saggio su globalizzazione, modernità e liberalismo. Nel 2005 esce Le rondini di Tunisi, romanzo ambientato nel mondo arabo. Nel 2005 in coppia con Rocco Bernini gira un film in digitale con Gianni Fantoni dal titolo Fi Jerda - Al campetto, sul tema dell'immigrazione, e comincia una collaborazione triennale con il gruppo televisivo Mediapason.
Sempre con Rocco Bernini gira nel 2010-2011 il documentario sulla pena di morte in Iran per i gay dal titolo Angels on Death Row The Ebrahim Hamidi's Case, che ricostruisce il caso di un giovane condannato alla lapidazione per presunta omosessualità. Il documentario ha partecipato a numerose rassegne e festival tra cui: Torino GLBT Film festival, Milano Festival Mix, Sicilia Queer film fest, Barcelona GLBT Film Festival, Festival Mix di San Paolo in Brasile, Göteborg Film Festival.
Dal 2010 al 2017 è nel comitato di selezione del Torino GLBT Film Festival. Nel 2012 pubblica il libro L'amore semplicemente, una storia di passione vissuta da due adolescenti nella Mauthausen del 1944 e dal quale trae lo spettacolo teatrale I giardini di Mauthausen con musica originali di Federico Mantovani, che debutta al Teatro civico di La Spezia il 29 gennaio 2016 per la regia di Davide Faggiani. Nel 2014 esce il romanzo di ambientazione egiziana Una Rivoluzione, con il quale conquista il Premio Montale Fuori di Casa per la narrativa.
Dal 2013 si occupa anche di teatro, firmando la riduzione teatrale e la regia del Rigoletto di Verdi, con Processo a Rigoletto, andato in scena nel marzo del 2013 per la Società dei Concerti di La Spezia. Nel 2016 oltre allo spettacolo I Giardini di Mauthausen, firma la regia della Turandot di Ferruccio Busoni al Festival Pucciniano di Torre del Lago.

## Pubblicazioni
- Basta che paghino, Mondadori, Milano, 1992 (ISBN 88-04-35597-2).
- Kurt sta facendo la farfalla, ES, Milano, 1995 (ISBN 88-7824-755-3).
- Angeli, ES, Milano, 1996 (ISBN 88-86534-13-2).
- La felicità della signora, Il Saggiatore, Milano, 1997 (ISBN 88-428-0447-9).
- Come Ombre, Il Saggiatore, Milano, 1999 (ISBN 88-428-0667-6).
- 6°, Il Saggiatore, Milano, 2002 (ISBN 88-428-0915-2).
- Il mio Pride: sono cambiati gli italiani o gli omosessuali?, Stampa alternativa, Viterbo, 2005 (ISBN 88-04-35597-2).
- Scrivere l'arte, a cura di Stefano Fugazza, Galleria d'arte moderna Ricci Oddi, Piacenza, 2005.
- Le rondini di Tunisi, M. Tropea, Milano, 2005 (ISBN 88-438-0436-7).
- L'amore semplicemente, Frassinelli, Milano, 2012 (ISBN 978-88-200-5277-5).
- Una rivoluzione, Frassinelli, Milano, 2014 (ISBN 978-88-200-5595-0).

## Filmografia

### Regista
- Lo schermo velato - documentario televisivo (2001)
- Ottavio Mario Mai - documentario (2002)
- Fi Jerda - Al campetto, coregia con Rocco Bernini (2005)
- Angels on Death Row - The Ebrahim Hamidi's Case, coregia con Rocco Bernini - documentario (2011)

### Attore
- Visioni di Palio, regia di Anton Giulio Onofri - documentario (2004)